# Adam Szperber
Adam Wacław Szperber (ur. 31 maja 1920 w Krakowie, zm. 1 października 1944 w Weelde-Statie w Belgii) – polski żołnierz, podporucznik Wojska Polskiego pochodzenia żydowskiego, kawaler Orderu Virtuti Militari.

## Życiorys
Jego rodzicami byli Wacław – dziennikarz, i Krystyna z d. Naiemska, stryjem zaś – Józef, bohater szarży II Brygady Legionów Polskich pod Rokitną i artysta malarz. W wieku młodzieńczym zajmował się fotografią. W 1939 jego zdjęcia zamieszczał na swoich łamach „Ilustrowany Kuryer Codzienny”.
W chwili wybuchu II wojny światowej znajdował się w szeregach Wojska Polskiego. W sierpniu 1942 został przydzielony do nowo sformowanego 2 Pułku Pancernego Polskich Sił Zbrojnych, wchodzącego w skład 10 Brygady Kawalerii Pancernej, należącej do 1 Dywizji Pancernej gen. Stanisława Maczka. Podczas wyzwalania Belgii zginął we wsi Weelde-Statie na pograniczu belgijsko–holenderskim. Za bohaterstwo na polu bitwy został pośmiertnie odznaczony Krzyżem Srebrnym Orderu Virtuti Militari.
Początkowo został pochowany na cmentarzu miejskim w Merksplas. Po przeniesieniu ciała w 1946 spoczął na Polskim Cmentarzu Wojskowym w Lommel. Kwatera IV. B. 4.